# Empédocle (X-Files)
Empédocle (Empedocles) est le 17e épisode de la saison 8 de la série télévisée X-Files. Dans cet épisode, Doggett, Reyes et Mulder enquêtent sur une affaire ayant un lien avec le meurtre non élucidé du fils de Doggett.

## Résumé
À La Nouvelle-Orléans, Jeb Larold Dukes, qui vient de perdre son emploi, est le témoin d'une course-poursuite en voiture qui se termine par un accident. Jeb voit sortir du véhicule en feu une torche humaine qui vient fusionner avec lui. Jeb, sous l'emprise de cette entité, retourne à son travail et tue son ancien patron. L'assistance de Reyes est requise par la police locale, qui pense que l'affaire est en lien avec le satanisme. Reyes n'y croit pas mais voit l'un des cadavres se carboniser avant de reprendre son état précédent. Pendant ce temps, Mulder rend visite à l'hôpital à Scully, qui en à un stade avancé de sa grossesse et vient de faire un malaise. C'est là qu'il reçoit un appel de Reyes lui demandant son aide sans en parler à Doggett car l'affaire pourrait le concerner directement.

## Distribution
- David Duchovny : Fox Mulder
- Gillian Anderson : Dana Scully
- Robert Patrick : John Doggett
- Annabeth Gish : Monica Reyes
- Jay Underwood : Jeb Larold Dukes
- Wendy Gazelle : Katha Dukes
- Denise Crosby : le docteur Mary Speake
- Ron Canada : l'inspecteur Franklin Potter

## Accueil

### Production
Le titre de l'épisode fait référence à Empédocle, le philosophe présocratique dont la doctrine cosmologique est basée sur les quatre éléments, et leur interaction avec les principes d'amour et de haine.

### Audiences
Lors de sa première diffusion aux États-Unis, l'épisode réalise un score de 7,3 sur l'échelle de Nielsen, avec 11 % de parts de marché, et est regardé par 12,50 millions de téléspectateurs.

### Accueil critique
L'épisode obtient des critiques mitigées. Sarah Stegall, du site Munchkyn Zone, lui donne la note de 5/5. John Keegan, du site Critical Myth, lui donne la note de 9/10. Dans leur livre sur la série, Robert Shearman et Lars Pearson lui donnent la note de 3,5/5.
Le site Le Monde des Avengers lui donne la note de 2/4. Todd VanDerWerff, du site The A.V. Club, lui donne la note de C+. Dans son livre, Tom Kessenich critique les rôles périphériques donnés à Mulder et Scully et compare négativement la relation entre Doggett et Reyes à la leur. Paula Vitaris, de Cinefantastique, lui donne la note de 1,5/4.